# إندريه كابوش
إندريه كابوش (Endre Kabos) هو لاعب أولمبي لرياضة مبارزة سيف الشيش من المجر. شارك في الأولمبياد الصيفي في 1932–1936، وفاز بما مجموعه 4 ميداليات.

## الميداليات
| ذهب | فضة | برونز | المجموع |
| 3   | 0   | 1     | 4       |

## روابط خارجية
- إندريه كابوش على موقع أوليمبيديا (الإنجليزية)
- إندريه كابوش على موقع اللجنة الأولمبية المجرية (الهنغارية)